# St. Jakobusbruderschaft Trier
Die St.-Jakobus-Bruderschaft Trier (Eigenschreibweise: St. Jakobusbruderschaft Trier) ist eine Jakobusgesellschaft und zählt zu den ältesten Jakobusbruderschaften Deutschlands.

## Geschichte
Die erste urkundliche Erwähnung datiert auf das Jahr 1239. 1803 wurde die Bruderschaft aufgelöst. Ihre Neugründung erfolgte 2003 als eingetragener Verein und als vom Bischof von Trier anerkannte kirchliche Vereinigung. Kurze Zeit später erfolgte die Akkreditierung durch die Erzbruderschaft des Hl. Jakobus in Santiago de Compostela.

## Organisation und Veranstaltungen

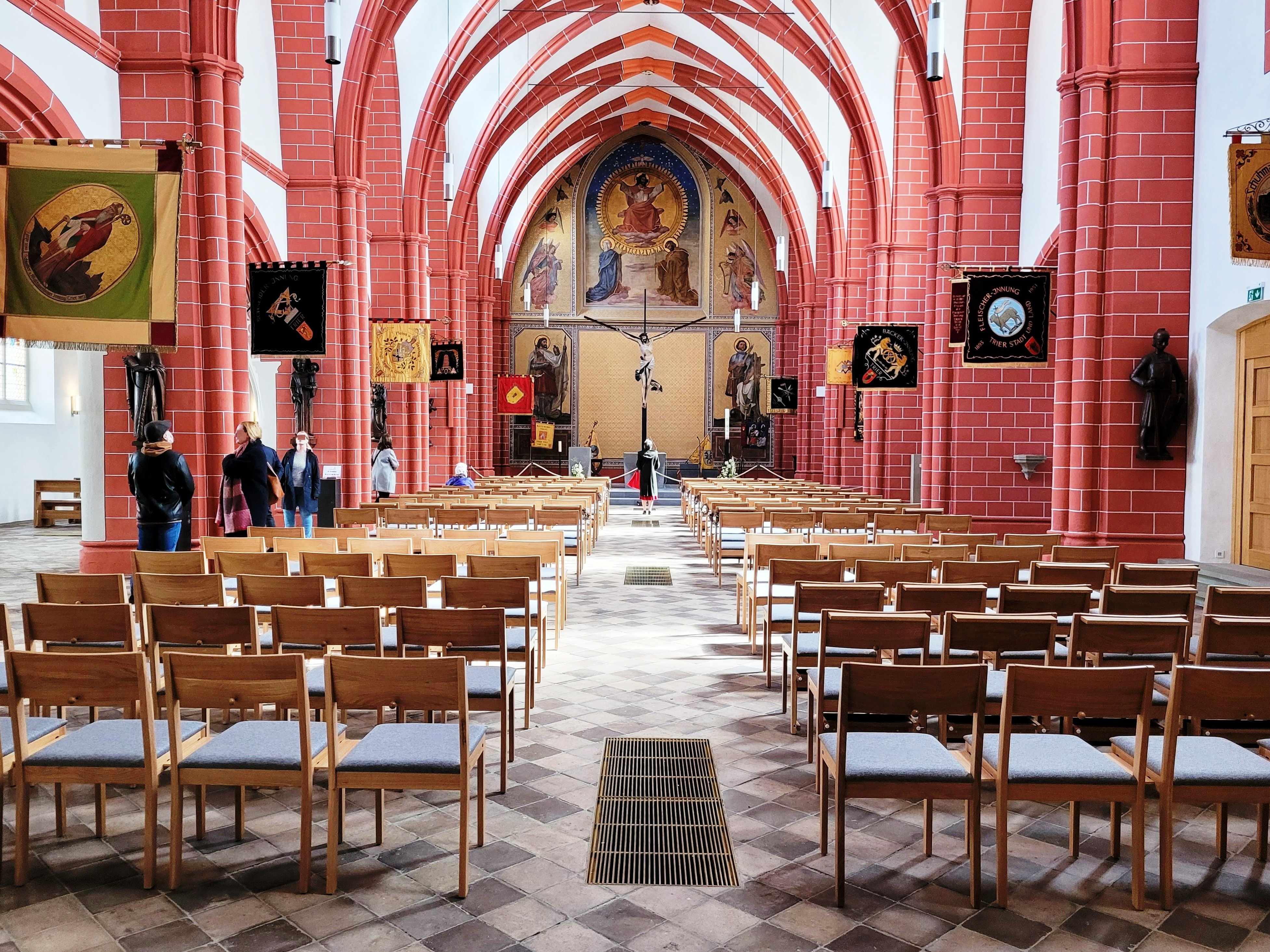
Markt- und Stadtkirche St. Gangolf in Trier

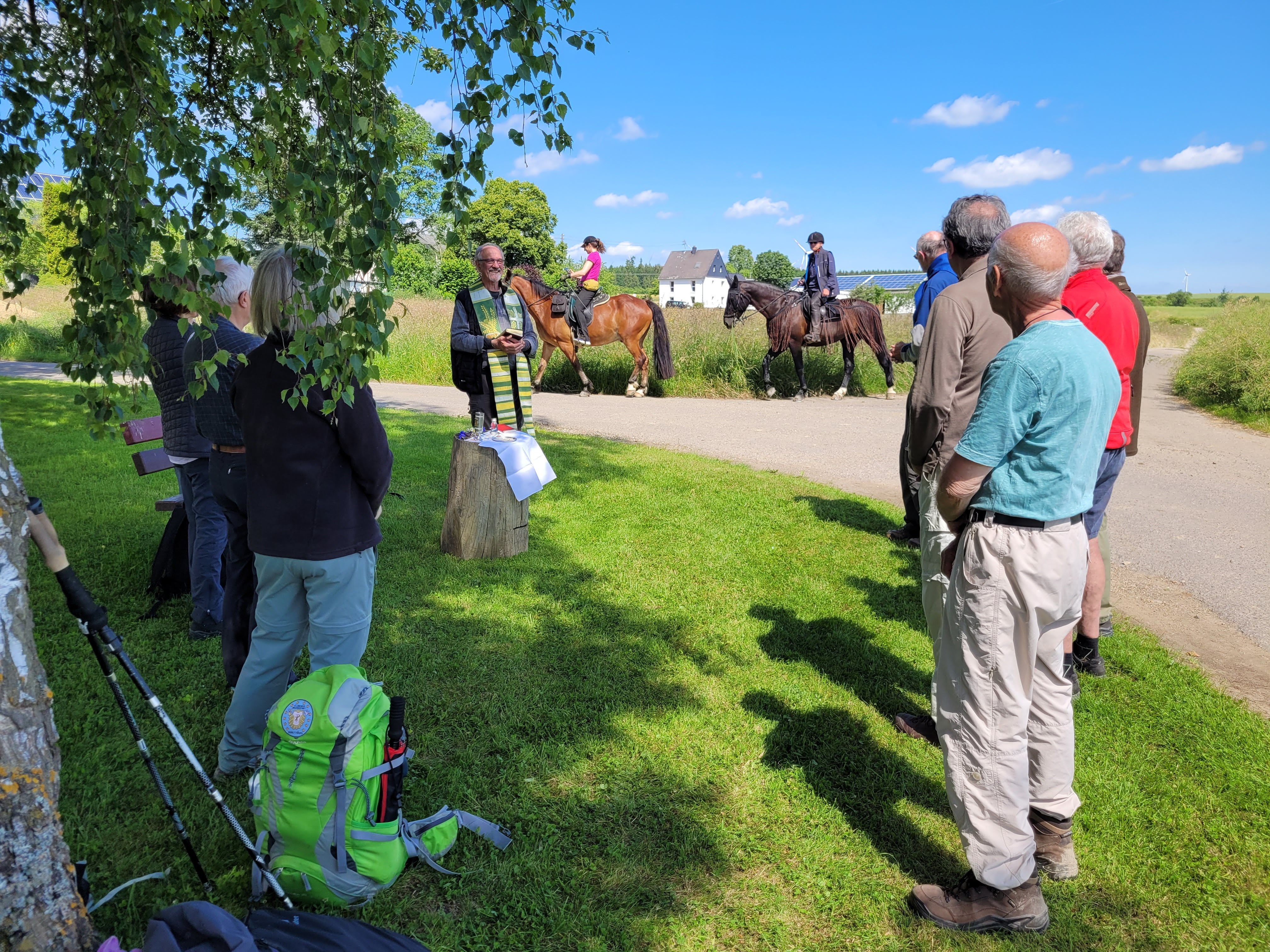
Pilgermesse auf dem Hunsrücker Jakobsweg

Der Name „Bruderschaft“ wurde wegen ihrer historischen Wurzeln beibehalten. Mitglied werden kann jeder, unabhängig von Geschlecht und Konfession, der sich dem Pilgern und seiner Unterstützung verbunden fühlt. Die Bruderschaft wird geleitet vom Bruderrat, der für vier Jahre von der Versammlung der Mitglieder, der so genannten Bruderschaftsversammlung gewählt wird. Den geschäftsführenden Vorstand bilden derzeit (2017) Hubert Schnabel, Ricarda Kuhner und Markus Nicolay.
Unterstützt und beraten werden alle, die als Pilger die Stadt Trier aufsuchen, und diejenigen, die eine Pilgerfahrt zu den drei historischen abendländisch-christlichen Pilgerzielen Santiago de Compostela, Rom oder Jerusalem planen.
Sie betreut den rheinland-pfälzischen Teil der Via Coloniensis (Jakobsweg von Köln/Bonn nach Trier), für den Mosel-Camino hat sie das Patronat inne.
Pilgerbüro
Das Pilgerbüro kooperiert mit der „Dominformation“ der Hohen Domkirche St. Peter zu Trier. Es ist die Anlaufstelle für Pilger, die auf dem Jakobsweg nach Frankreich und Spanien unterwegs sind und Beratung und Hilfe brauchen.
Jakobusabend
Am letzten Freitag eines ungeraden Monats (außer Juli) findet der sogenannte Jakobusabend statt, der mit einer Pilgermesse und dem Pilgersegen in der Trierer Marktkirche St. Gangolf begangen wird.
Pilgerwanderung
Die Bruderschaft organisiert Pilgerwanderungen auf den Jakobswegen im Trierer Land und im benachbarten Lothringen. Seit 2016 bietet sie für ihre Mitglieder auch geistlich begleitete Pilgerwanderungen nach Jerusalem und Rom an.
Forschung
Die Bruderschaft unterstützte eine Diplomarbeit im Fach Psychologie über Pilgern auf dem Jakobsweg: Erwartungen und Erfahrungen im Lichte einer Fragebogenstudie. 2014 beteiligte sie sich an der Fachtagung der Universität Trier über Pilgern und Wallfahren: Ausdruck zeitgenössischer Spiritualität und Religion?!. 2016 brachte die Bruderschaft den interdisziplinären Forschungsband  Abenteuer Pilgern – Ein populäres Thema interdisziplinär erforscht. Neben einer Reihe von Beiträgen, die sich mit dem Jakobuspilgern befassen, finden sich auch Forschungsergebnisse zur Trierer Heilig-Rock-Wallfahrt 2012.
Partnerschaften
Seit 2012 besteht ein Partnerschaftsabkommen mit der Asociación de Amigos del Camino de Santiago im spanischen Astorga.

## Schriften
- Pilgern auf Jakobswegen im Wandel. Entwicklungen – aktuelle Herausforderungen – Trends. Herausgegeben von der St. Jakobusbruderschaft Trier. Echter-Verlag, Würzburg 2023, ISBN 978-3-429-05905-7.